# Chipoudie
Pour les articles homonymes, voir Chipoudy.
Le village acadien de Chipoudie (ou Chipoudy) est un ancien village de l'Acadie, fondé en 1698 et complètement détruit en 1755.
La colonie a été fondée par Pierre Thibaudeau en 1698, sur la rive ouest de la baie de Chipoudy, au pied des collines calédoniennes, dans une région de basses terres, le marais de Chipoudy. Elle était située sur le site actuel de Hopewell (près de la ville de Riverside-Albert, Nouveau-Brunswick, Canada), entre le cap des Demoiselles (aujourd'hui Cape Rocks) à l'est et Cap Enragé à l'ouest.

## L'exploration de 1698
Les terres se font rares en Acadie à la fin du XVIIe siècle. Les familles sont nombreuses. La menace anglaise est toujours présente. Entre le fleuve Saint-Jean, la côte nord de la baie Française (maintenant baie de Fundy) et l'Isle St-Jean (maintenant Île-du-Prince-Édouard), le pays est encore sauvage.
Au printemps 1698, le poitevin Pierre Thibaudeau, accompagné de ses fils Jean-Pierre, Antoine, Pierre le cadet et Michel, et de ses amis Pierre Gaudet et Guillaume Blanchard, se rend jusqu'à l'extrémité orientale de la baie de Chignectou à la recherche de nouvelles terres pour créer des établissements acadiens. Ils pénètrent dans le bassin de la rivière que les Malécites (Etchemins) appellent Chipoudie, puis remontent la rivière Petitcodiac en explorant les rives. Ils font de même en empruntant par la suite la rivière Memramcook.
En revenant dans le bassin de la Chipoudie, ils installent un campement sur le site actuel de Hopewell. En juillet, Pierre laisse deux de ses fils au lieu qu'il appelle Chipoudie et se rend au fort Naxouat dans le haut du fleuve Saint-Jean, chez le gouverneur d'alors, Joseph Robineau de Villebon afin d'obtenir l'autorisation de fonder de nouveaux établissements dans la région explorée. 
M. Michel Le Neuf de la Vallière, seigneur de Beaubassin, estime que la région de Chipoudie et Petitcoudiac fait partie de sa seigneurie et ne voit pas d'un bon œil l'établissement de colons sans son consentement. Mathieu Des Gouttins, lieutenant de justice de Port-Royal et gendre de Pierre Thibaudeau, représentera ce dernier dans ce conflit.

## L'établissement de 1698
De retour à Port-Royal, il organise un groupe de gens prêts à s'établir dans la nouvelle région. Guillaume Blanchard et ses deux fils, François Broussard, André et Jacques Martin, Jehan et Pierre Pître sont du nombre. Le village est situé dans la région plus vaste des Trois-Rivières. Le principal cours d'eau est la rivière Chipoudy. Le village correspond approximativement au territoire se trouvant entre la pointe à Marie et le cap des Demoiselles, dans ce qui est maintenant le comté d'Albert, au sud-est du Nouveau-Brunswick.
Pierre, qui a maintenant 67 ans, repart en emportant de la farine pour 6 mois, des outils, des semences, 2 bœufs et 1 cheval. À la fin juillet 1698, à leur retour à Chipoudie, on construit une maison d'habitation, un étable et une grange dans laquelle on entasse du foin.   
Les indiens Malécites, depuis longtemps partenaires des Thibaudeau dans le commerce des fourrures le long de la baie Française, participent à l'exploration de l'arrière-pays afin d'y trouver un endroit pour y construire un moulin à farine actionné par la rivière. On y travaille jusque tard l'automne. Avant l'arrivée des grands froids, on ferme les bâtiments. Les Malécites s'installent sur place pour l'hiver. Tous les Acadiens retournent à Port-Royal.
Au cours de l'hiver de 1699, Pierre Thibaudeau procède aux préparatifs pour compléter la fondation de Chipoudie. Dès que le printemps arrive, les conditions de température font en sorte qu'un nouveau départ a lieu. On amène de nouvelles provisions, 4 bœufs de labour et un troupeau de vaches et de brebis. Les Malécites les accueillent à leur arrivée à Chipoudie. On débute immédiatement les labours et les semailles. On poursuit au cours de l'été, le défrichement et la construction de bâtiments, du fossé et de l'aboiteau.  Puis l'automne est à la porte et on se prépare au départ pour Port-Royal. Trois des fils de Pierre Thibaudeau, Antoine, Pierre le cadet et Michel, demeurent à Chipoudie pour trapper avec les Malécites.  
L'hiver de l'année 1700 se passe à poursuivre les préparatifs. Pierre achète du marchand John Nelson de Boston, les mécanismes d'un moulin à farine et d'un moulin à scie. Dès que la température printanière le permet, Pierre part pour Chipoudie avec sa famille. Ses compagnons de la première heure l'accompagnent ainsi que 6 autres jeunes garçons engagés à salaire pour 2 ans.  Ses trois fils s'y trouvent toujours en compagnie des Malécites. On y amène des munitions et des provisions de toutes sortes, les mécanismes des deux moulins et une basse-cour complète: chevaux, vaches, taureau, porc, poules, oies, canards.   
On fait les labours et les semailles et on termine les fossés et les aboiteaux. On entreprend la construction d'une autre digue, en haut d'une cascade sur une petite rivière rapide qui se jette dans le bassin de la Chipoudie. Cette digue est destinée à retenir les eaux et créer un réservoir pour alimenter les moulins. On édifie également des écluses pour régulariser l'écoulement des eaux vers les moulins.
À l'automne, les deux moulins sont en état de fonctionner. Les bâtiments sont terminés. Les prairies sont bordées par 1400 mètres de fossés et d'aboiteaux. Pour maintenir le terrassement, on a planté de jeunes saules. Pierre retourne à Port-Royal avec sa femme et ses plus jeunes enfants. Ses fils Antoine, Pierre le cadet et Michel demeurent sur place ainsi que les frères Pître et les 6 hommes engagés.   
Au printemps 1701, Pierre envoie des provisions à Chipoudie par l'intermédiaire des frères André et Jacques Martin et de Jean Pître, venus se marier à Port-Royal et retournant avec leurs épouses pour s'y installer. Au cours de l'été 1702, Pierre, Jehanne et leurs enfants, Claude et Charles font un séjour à Chipoudie. Ils reviennent à Port-Royal à la fin juillet.
En 1702, Chipoudie compte maintenant sept familles soit environ 33 personnes. Le 20 mars 1703, un arrêté du Conseil d'état du roi de France confirme et maintient les habitants de l'Acadie dans la possession des établissements en cause mais sans rejeter la revendication de M. de la Vallière.
Pierre Thibaudeau décède en 1704 sans avoir obtenu la propriété du territoire qu'il avait colonisé. Le 2 juin 1705, le Conseil d'état confirme la propriété par M. de la Vallière des terres en cause et protège tout de même les droits des Acadiens qui s'y sont établis.

## La fin du régime français
En 1707, 55 personnes réparties en 14 familles habitent Chipoudie. Ils ont 12 chevaux, 70 vaches et 50 moutons. En 1714, la population est estimée à plus de 75 personnes, incluant les Malécites. 

## Le régime anglais
En 1713, l'Acadie passe sous régime anglais. La population continue de croître lentement puisque les nouveaux colons se font rares du fait que la colonie est occupée par l'Angleterre. Le Seigneur de la Vallière favorise le développement de la région de Beaubassin au détriment de Chipoudie. Au recensement de 1752, Chipoudie compte 60 familles, 366 individus répartis comme suit: 60 hommes, 53 femmes et les enfants, 109 garçons, 144 filles.
Durant plus de 55 années, les descendants de Pierre Thibaudeau et ceux de ses compagnons d'origine feront croître la petite communauté. En 1755, Chipoudie est un village acadien important. Il est formé de plusieurs hameaux situés de part et d'autre de la rivière, de la pointe à Marie jusqu'au cap des Demoiselles, occupant les flancs des collines à la lisière du marais. On y compte une église, plus de 80 maisons, autant de granges et plusieurs autres bâtiments. La partie principale et la plus ancienne est située sur la rive nord et comprend l'église Notre-Dame de la Visitation et les demeures des fils et petits-fils de Pierre Thibaudeau, fondateur de l'établissement.

## La destruction de 1755
Le 10 août 1755, le lieutenant-colonel Robert Monckton envoie le capitaine Sylvanus Cobb déporter la population de Chipoudy. Les ordres sont de faire prisonniers les Acadiens s'y trouvant, hommes, femmes et enfants, de les ramener au fort Beauséjour et Lawrence afin qu'ils soient déportés car les Anglais ont besoin de terres pour établir les leurs. Ils ne trouvent personne au village, les habitants s'étant réfugiés dans les bois.
Trois semaines plus tard, Monckton envoie des troupes plus importantes pour détruire les villages de Chipoudy, de Petitcoudiac et du Coude, ainsi qu'en déporter leurs habitants. Sous le commandement du major Joseph Frye (en), 200 soldats à bord de 3 bateaux appareillent du fort Lawrence et arrivent en aval de Chipoudy le dimanche 31 août au soir. La plupart des habitants se sont cachés dans la forêt. Les soldats ont reçu l'ordre de brûler le village et de faire prisonniers les Acadiens et les Acadiennes encore sur place. Le plan des Anglais consiste à priver les Acadiens d'abris, de nourriture, de les effrayer au point ou ils devront se présenter d'eux-mêmes aux forts anglais. De là, on pourra les déporter. 
L'ordre est exécuté le lendemain. Deux cents soldats débarquent sur la côte. Malgré la tentative de défense de Charles Deschamps de Boishébert (quelques soldats anglais auraient été tués), 181 bâtiments sont brûlés et une trentaine de femmes et d'enfants sont emportées par les Anglais. Ils serviront d'otages pour attirer les hommes. Les récoltes sont détruites. Tous les bâtiments du village sont en flamme. Chipoudie n'existe plus.

## Déportation des Acadiens
Plusieurs Acadiens échappent à la Déportation en s'enfonçant dans les bois, remontant vers le nord, vers la baie de Miramichi, traqués par les Anglais. Le 14 mai 1756, le gouverneur Lawrence offre des primes de 30 livres pour chaque capture d'Acadien ou d'Indien; 25 livres pour chaque femme ou enfant et 25 livres pour chaque scalp d'Acadien ou d'Indien. 
Après 1763, les Acadiens tenteront de s'y établir de nouveau. N'ayant aucun titre de propriété reconnu, ils seront forcés de laisser leurs terres aux colons loyalistes anglais. 